# Jón Arnar Magnússon
Jón Arnar Magnússon (* 28. července 1969 Selfoss, Island) je bývalý islandský atlet, vícebojař. Je držitelem národních rekordů v běhu na 100 m, 200 m, 110 m překážek, skoku dalekém a desetiboji.

## Osobní rekordy
- Desetiboj 8573 bodů (1998)

- 100 m 10,56 s
- 200 m 21,17 s
- 400 m 46,49 s
- Dálka 800 cm
- Koule 16,61 m
- Výška 207 cm
- 400 m 46,23 s
- 110 m př. 13,91 s
- Disk 51,30 m
- Tyč 520 cm
- Oštěp 64,16 m
- 1500 m 4:32,23 min